# Thecla ouvrardi
Thecla ouvrardi är en fjärilsart som beskrevs av Riley 1939. Thecla ouvrardi ingår i släktet Thecla och familjen juvelvingar. Inga underarter finns listade i Catalogue of Life.